# Sumka zlatoústá
Sumka zlatoústá (Polycarpa aurata) je druh pláštěnce z čeledi zřasenkovití (Styelidae).
Vyskytuje se v tropických vodách Indického a Tichého oceánu od Srí Lanky a Malediv po Filipíny, Mikronésii, Šalomounovy ostrovy a Velký bariérový útes. Jde o jeden z nejběžnějších druhů Indo-Pacifiku.
Sumka zlatoústá patří mezi solitérně žijící sumky, v kontrastu s mnoha koloniálně žijícími zřasenkami anebo pospolitkami. Tělo měří na výšku asi 10 centimetrů, má fazolovitý tvar a po stranách je mírně zploštělé. Sumky vyrůstají z pevného substrátu, k němuž je poutá krátký stonek na spodní straně těla, přičemž preferují útesy v hloubkách 3 až 30 metrů s dobrou průtočností vody. Zbarvení se pohybuje mezi bělavou až krémovou, s fialovými proužky a ojediněle žlutohnědými nebo oranžovými skvrnami. Vnější strana pláště je zvrásněná, kožovitá a díky tomu odolná vůči přerůstání jinými přisedlými živočichy nebo řasami. Jde o hermafrodity, již se rozmnožují pouze pohlavně, potravu si zajišťují filtrací vody. Přijímací a vyvrhovací sifon mají uvnitř zlatožlutou barvu, která tomuto druhu vynesla druhové jméno (včetně odborného jména aurata). Přijímací sifon ústí na špičce těla, vyvrhovací sifon ústí přibližně uprostřed konkávní poloviny těla.
Predátory této sumky jsou zejména nahožábří.